# Distant Drums (nummer)
"Distant Drums" is een nummer van de Amerikaanse zanger Roy Orbison. In mei 1963 werd het uitgebracht als single. Dat jaar werd het tevens opgenomen door Jim Reeves. Zijn versie werd op 8 maart 1966 uitgebracht als postume single. Ook verscheen het als de eerste track op het album Distant Drums, die dat jaar verscheen.

## Achtergrond
"Distant Drums" is geschreven door Cindy Walker en geproduceerd door Fred Foster. Het nummer gaat over een soldaat die wil trouwen zijn geliefde Mary, voordat hij in een ver land moet deelnemen aan een oorlog. Hij hoort van ver weg de "distant drums" (verre trommels) slaan; hierdoor wordt de titel van het nummer verklaard. Het werd op 4 januari 1963 voor het eerst opgenomen door Roy Orbison, die het in mei van dat jaar uitbracht als de B-kant van zijn single "In Dreams". Als losstaande single behaalde "Distant Drums" de derde plaats in de Australische hitlijsten.
In 1963 werd "Distant Drums" opgenomen door Jim Reeves. In zijn veronderstelling werd het enkel opgenomen voor in de privécollectie van Cindy Walker, aangezien het eerder al door platenlabel RCA Records en producer Chet Atkins werd aangemerkt als een ongeschikt nummer om voor een groter publiek uit te brengen. Hierdoor was de kwaliteit van de opname lager dan normaal. Nadat Reeves op 31 juli 1964 overleed in een vliegtuigongeluk, werd er echter door een orkest een nieuwe instrumentale track voor het nummer opgenomen. Deze versie werd op 8 maart 1966 uitgebracht als single. Het nummer was destijds actueel, vanwege de nog altijd actieve Vietnamoorlog.
"Distant Drums" werd in de versie van Reeves een wereldwijde hit. In zijn thuisland, de Verenigde Staten, kwam het weliswaar slechts tot plaats 45 in de Billboard Hot 100, maar het werd een nummer 1-hit in de countrylijsten. In het Verenigd Koninkrijk was de single de enige nummer 1-hit van Reeves in de UK Singles Chart, en werd het uitgeroepen tot de meest verkochte single van het jaar. Ook in onder meer Ierland en Noorwegen werd de top 10 gehaald. In Nederland kwam de single tot de vijfde plaats in de Top 40 en de zevende plaats in de Parool Top 20, terwijl in Vlaanderen de veertiende positie in de voorloper van de Ultratop 50 werd gehaald.

## Hitnoteringen
Alle noteringen werden behaald door de versie van Jim Reeves.

### Nederlandse Top 40
| Hitnotering: 08-10-1966 t/m 11-02-1967 | Hitnotering: 08-10-1966 t/m 11-02-1967 | Hitnotering: 08-10-1966 t/m 11-02-1967 | Hitnotering: 08-10-1966 t/m 11-02-1967 | Hitnotering: 08-10-1966 t/m 11-02-1967 | Hitnotering: 08-10-1966 t/m 11-02-1967 | Hitnotering: 08-10-1966 t/m 11-02-1967 | Hitnotering: 08-10-1966 t/m 11-02-1967 | Hitnotering: 08-10-1966 t/m 11-02-1967 | Hitnotering: 08-10-1966 t/m 11-02-1967 | Hitnotering: 08-10-1966 t/m 11-02-1967 | Hitnotering: 08-10-1966 t/m 11-02-1967 | Hitnotering: 08-10-1966 t/m 11-02-1967 | Hitnotering: 08-10-1966 t/m 11-02-1967 | Hitnotering: 08-10-1966 t/m 11-02-1967 | Hitnotering: 08-10-1966 t/m 11-02-1967 | Hitnotering: 08-10-1966 t/m 11-02-1967 | Hitnotering: 08-10-1966 t/m 11-02-1967 | Hitnotering: 08-10-1966 t/m 11-02-1967 | Hitnotering: 08-10-1966 t/m 11-02-1967 | Hitnotering: 08-10-1966 t/m 11-02-1967 |
| Week                                   | 1                                      | 2                                      | 3                                      | 4                                      | 5                                      | 6                                      | 7                                      | 8                                      | 9                                      | 10                                     | 11                                     | 12                                     | 13                                     | 14                                     | 15                                     | 16                                     | 17                                     | 18                                     | 19                                     |                                        |
| -------------------------------------- | -------------------------------------- | -------------------------------------- | -------------------------------------- | -------------------------------------- | -------------------------------------- | -------------------------------------- | -------------------------------------- | -------------------------------------- | -------------------------------------- | -------------------------------------- | -------------------------------------- | -------------------------------------- | -------------------------------------- | -------------------------------------- | -------------------------------------- | -------------------------------------- | -------------------------------------- | -------------------------------------- | -------------------------------------- | -------------------------------------- |
| Nummer                                 | 30                                     | 16                                     | 9                                      | 6                                      | 5                                      | 6                                      | 5                                      | 7                                      | 7                                      | 7                                      | 10                                     | 12                                     | 11                                     | 17                                     | 19                                     | 23                                     | 34                                     | 37                                     | 38                                     | uit                                    |

### Parool Top 20
| Hitnotering: 22-10-1966 t/m 31-12-1966 | Hitnotering: 22-10-1966 t/m 31-12-1966 | Hitnotering: 22-10-1966 t/m 31-12-1966 | Hitnotering: 22-10-1966 t/m 31-12-1966 | Hitnotering: 22-10-1966 t/m 31-12-1966 | Hitnotering: 22-10-1966 t/m 31-12-1966 | Hitnotering: 22-10-1966 t/m 31-12-1966 | Hitnotering: 22-10-1966 t/m 31-12-1966 | Hitnotering: 22-10-1966 t/m 31-12-1966 | Hitnotering: 22-10-1966 t/m 31-12-1966 | Hitnotering: 22-10-1966 t/m 31-12-1966 | Hitnotering: 22-10-1966 t/m 31-12-1966 | Hitnotering: 22-10-1966 t/m 31-12-1966 |
| Week                                   | 1                                      | 2                                      | 3                                      | 4                                      | 5                                      | 6                                      | 7                                      | 8                                      | 9                                      | 10                                     | 11                                     |                                        |
| -------------------------------------- | -------------------------------------- | -------------------------------------- | -------------------------------------- | -------------------------------------- | -------------------------------------- | -------------------------------------- | -------------------------------------- | -------------------------------------- | -------------------------------------- | -------------------------------------- | -------------------------------------- | -------------------------------------- |
| Nummer                                 | 14                                     | 10                                     | 7                                      | 9                                      | 9                                      | 10                                     | 12                                     | 11                                     | 12                                     | 14                                     | 16                                     | uit                                    |

### NPO Radio 2 Top 2000
| Nummer met noteringen in de NPO Radio 2 Top 2000 | '99  | '00-'01 | '02  | '03  | '04  | '05  | '06  | '07  | '08  | '09  | '10  | '11  | '12  |
| ------------------------------------------------ | ---- | ------- | ---- | ---- | ---- | ---- | ---- | ---- | ---- | ---- | ---- | ---- | ---- |
| Distant Drums                                    | 1129 | -       | 1305 | 1449 | 1504 | 1456 | 1335 | 1158 | 1363 | 1670 | 1506 | 1763 | 1829 |

1. ↑  Een '-' betekent dat het nummer niet was genoteerd en een vetgedrukt getal geeft de hoogste notering aan.
2. ↑  Deze tabel is bijgewerkt tot en met de laatste editie (2024).